# 이미령
이미령(1971년 1월 26일 ~)은 대한민국의 가수다.

## 방송
- 보이스퀸 (2019) - Top80

## 음반
- 골든 히트 앨범 12 (1994)
- 골든 히트 앨범 15 (1994)
- 카페 명작 베스트 (1999)
- 아버지 (2007)
- 황진이 트롯뽕쇼 1, 2집 (2012)
- 듣고 있나요 감미로운 목소리 앵콜카페 (2015)
- 이미령과 함께 (2021)
- 가을이 가네 (2021)